# Primeira Divisão 1986-1987
La Primeira Divisão 1986-1987 è stata la 49ª edizione della massima serie del campionato portoghese di calcio e si è conclusa con la vittoria del Benfica, al suo ventisettesimo titolo.
Capocannoniere del torneo è stato Paulinho Cascavel (Vitória Guimarães) con 22 reti.

## Classifica finale
|    | Classifica           | Pt | G  | V  | N  | P  | GF | GS |
| -- | -------------------- | -- | -- | -- | -- | -- | -- | -- |
| 1  | Benfica              | 49 | 30 | 20 | 9  | 1  | 51 | 23 |
| 2  | Porto                | 46 | 30 | 20 | 6  | 4  | 67 | 22 |
| 3  | Vitória de Guimarães | 41 | 30 | 14 | 13 | 3  | 45 | 22 |
| 4  | Sporting             | 38 | 30 | 15 | 8  | 7  | 52 | 28 |
| 5  | Desportivo de Chaves | 33 | 30 | 13 | 7  | 10 | 39 | 38 |
| 6  | Belenenses           | 30 | 30 | 13 | 4  | 13 | 52 | 40 |
| 7  | Varzim               | 29 | 30 | 8  | 13 | 9  | 24 | 29 |
| 8  | Boavista             | 27 | 30 | 9  | 9  | 12 | 34 | 36 |
| 9  | Sporting Braga       | 26 | 30 | 10 | 6  | 14 | 32 | 34 |
| 10 | Académica de Coimbra | 26 | 30 | 7  | 12 | 11 | 22 | 34 |
| 11 | Portimonense         | 26 | 30 | 8  | 10 | 12 | 27 | 47 |
| 12 | Marítimo             | 25 | 30 | 9  | 7  | 14 | 34 | 49 |
| 13 | Rio Ave              | 25 | 30 | 8  | 9  | 13 | 33 | 40 |
| 14 | Salgueiros           | 24 | 30 | 6  | 12 | 12 | 22 | 40 |
| 15 | Farense              | 21 | 30 | 7  | 7  | 16 | 33 | 47 |
| 16 | Elvas                | 14 | 30 | 3  | 8  | 19 | 16 | 54 |

### Verdetti
- Benfica campione di Portogallo 1986-1987.
- Benfica qualificato alla Coppa dei Campioni 1987-1988.
- Porto qualificato alla Coppa dei Campioni 1987-1988 come detentore del trofeo.
- Sporting Lisbona qualificato alla Coppa delle Coppe 1987-1988.
- Vitória Guimarães,  Chaves,  Belenenses  qualificate alla Coppa UEFA 1987-1988.
- Nessuna retrocessione.